# 抗日外交九烈士
抗日外交九烈士是抗日战争期间的9位中华民国驻美屬菲律宾與英屬北婆羅洲外交官，在日军入侵菲律宾與日軍進入婆羅洲时为了保护當地华侨與銷毀文件而來不及撤离被俘，其中8人于1942年、1人于1945年被日军杀害，二戰後中華民國政府將遺骨護送回國归葬南京菊花台。
1989年1月，中华人民共和国民政部向九烈士的亲属颁发了《革命烈士证明书》。事迹被编入中共中央党史研究室指导编辑的《革命烈士传》第七集。 

## 简介
- 杨光泩（1900年－1942年）：浙江吴兴县人，15岁入清华学堂，毕业后考入美国科罗拉多大学，获学士学位。1923年，入普林斯顿大学，获政治经济学硕士及哲学博士学位，同任中国驻美公使馆三等秘书，后受聘为华盛顿大学和乔治城大学教授。1927年回国，任清华大学教授。不久，任国民政府外交部情报司副司长兼外交委员会主席委员，接办北京英文导报，创设中国法文杂志。1930年任中国驻伦敦总领事馆兼驻欧洲特派员，后改任驻国际联盟会中国情报处长。1933年，创设世界电讯社及日内瓦、巴黎等分社，并兼任皖赣湘鄂川五省外交视察专员。1935年接办大陆报馆，任总经理及总主笔。“八·一三”后奉命留居海外负责宣传工作。遇难时，年42岁。
- 莫介恩（1893年－1942年）：广东宝安人，1929年任中国驻马尼拉总领事馆随习领事，后升任副领事、领事。1940年12月调任驻温哥华总领事馆领事，尚未赴任即遭敌杀害。
- 朱少屏（1890年－1942年）：上海人，早年赴日本留学并参加同盟会。回国后创健行公学并协助于右任创办民呼、民吁、民主报，又与柳亚子等组织南社，曾参加辛亥革命。1912年随孙中山先生到南京，任总统府秘书。1940年派任驻马尼拉总领事馆副领事，后升任领事。
- 姚竹修（1907年－1942年）：江苏苏州人，毕业于万国函授大学，1933年考入外交部情报司任科员，1936年任驻土耳其大使馆主事，1937年调任新加坡总领事馆随习领事，1939年调任马尼拉总领事馆随习领事。
- 萧东明（1906年－1942年）：福建福州人，1932年任外交部书记官，1939年任马尼拉总领事馆随习领事。
- 杨庆寿（1917年－1942年）：福建厦门人，毕业于黄埔军校，1941年任外交部科员，同年派任驻马尼拉总领事馆随习领事。
- 卢秉枢（1912年－1942年）：江苏东台人，南通医学院学士，曾任江苏省政府保卫会总务主任、铁道部正太路局秘书， 1934年派任驻马尼拉总领事馆主事。
- 王恭玮（1920年－1942年）：浙江奉化人，上海圣约翰大学文学士，任驻马尼拉总领事馆甲种学习生。
- 卓还来（1912年－1945年）：福建闽侯人，早年毕业干北京燕京大学，留学巴黎大学获法学博士学位后，又入伦敦大学研究国际关系，回国后任外交部一等科员，1937年任驻西贡副领事，1940年升任驻北婆罗洲山打根领事。